# Lleyton Hewitt
Lleyton Glynn Hewitt, född 24 februari 1981 i Adelaide, Australien, är en australisk högerhänt före detta professionell tennisspelare, tidigare världsetta i singel. 

## Tenniskarriären
Lleyton Hewitt blev professionell spelare på ATP-touren 1998. Samma år fick han sitt genombrott när han 17 år gammal vann ATP-turneringen Adelaide Invitational 1998 som den hittills tredje yngsta manliga tennisspelaren som vunnit en ATP-turnering (Aaron Krickstein och Michael Chang var yngre). Bland singelmeriterna märks två titlar i Grand Slam-turneringar och i dubbel vann han en GS-titel. Säsongsavslutande Tennis Masters Cup vann Hewitt två gånger (2001 och 2002).
Hewitt vann 2001 sin första Grand Slam-titel i singel när han slog Pete Sampras i finalen i US Open. Säsongen därpå (2002) följde han upp med slutseger i den brittiska turneringen Wimbledon då han finalbesegrade David Nalbandian med 6-1 6-3 6-2 .
I dubbel var Hewitt mindre aktiv, men han vann 2000 dubbeltiteln i US Open tillsammans med Max Mirnyi.
Hewitt avslutade sin karriär efter att ha åkt ut i andra omgången i 2016 års Australian Open.

## Spelaren och personen
Hewitt tränades tidigare av Darren Cahill och Jason Stoltenberg, men 2003 blev Roger Rasheed hans tränare. Rasheed avbröt samarbetet med Hewitt i januari 2007. Hewitt tränas sedan augusti 2007 av Tony Roche. Hewitt var under en period förlovad med den belgiska tennisspelaren Kim Clijsters. Han är sedan juli 2005 gift med skådespelaren Bec Cartwright. Paret har en dotter.

## Grand Slam-finaler, singel

### Titlar
| År   | Mästerskap            | Finalmotståndare | Setsiffror    |
| 2001 | US Open               | Pete Sampras     | 7-6, 6-1, 6-1 |
| 2002 | Wimbledonmästerskapen | David Nalbandian | 6-1, 6-3, 6-2 |

### Finalförluster
| År   | Mästerskap        | Finalmotståndare | Setsiffror         |
| 2004 | US Open           | Roger Federer    | 0-6, 6-7, 0-6      |
| 2005 | Australiska öppna | Marat Safin      | 6-1, 3-6, 4-6, 4-6 |

## Övriga Grand Slam-titlar
- US Open
  - Dubbel - 2000

## ÖvrigaATP-titlar
- Singel
  - 1998 - Adelaide
  - 1999 - Delray Beach
  - 2000 - Adelaide, Sydney, Scottsdale, London/Queen's Club
  - 2001 - Sydney, London/Queen's Club, 's-Hertogenbosch, Tokyo, Tennis Masters Cup
  - 2002 - San Jose, ATP Masters Series Indian Wells, London/Queen's Club, Tennis Masters Cup
  - 2003 - Scottsdale, Indian Wells AMS
  - 2004 - Sydney, Rotterdam, Washington, Long Island
  - 2005 - Sydney
  - 2006 - London/Queen's Club)
  - 2007 - Las Vegas
  - 2009 - Houston
  - 2010 - Halle
- Dubbel
  - 2000 - Indianapolis